# Marolles, Loir-et-Cher
Marolles är en kommun i departementet Loir-et-Cher i regionen Centre-Val de Loire i de centrala delarna av Frankrike. Kommunen ligger i kantonen Blois 5e Canton som tillhör arrondissementet Blois. År 2022 hade Marolles 721 invånare.

## Befolkningsutveckling
Antalet invånare i kommunen Marolles
| Referens: INSEE |